# Hemisphragia carinata
Hemisphragia carinata là một loài tò vò trong họ Ichneumonidae.